# Adelaide Sosseh Gaye
Adelaide Sosseh Gaye (oft Adelaide Sosseh, geb. 31. August 1946) ist eine gambische Menschenrechtlerin und Pädagogin.

## Leben
Adelaide Sosseh Gaye kam als Kind von Charlie Carayol und Anna Ngulu Beye zur Welt. Sie wuchs in Bathurst (heute Banjul) auf und besuchte von 1958 bis 1963 die St. Joseph’s High School und 1963 bis 1965 die Gambia High School (heute Gambia Senior Secondary School).
Ende der 1970er Jahre arbeitete sie für das gambische Bildungsministerium.
Sie war mit Mustapha Sosseh verheiratet, der 1979 überraschend starb. Zu dem Zeitpunkt war sie im dritten Monat schwanger. Die Journalistin Ndey Tapha Sosseh (geb. 1979) ist ihre Tochter.
1983 erhielt sie einen Masterabschluss in Erziehungswissenschaften am Institute of Education in London mit einer Arbeit zu Images of Women and Girls in Gambian Primary School Textbooks.
Von 1984 bis 1990 war sie Principal Education Officer und ab 1990 Director of Schools. Außerdem war sie Schulleiterin der St. Joseph’s High School.
Von mindestens 2002 bis 2010 war sie Direktorin der gambischen Umweltorganisation World View. Außerdem war sie von etwa 2005 bis 2011 Vorsitzende der gambischen Sektion des UNESCO-Projekts Education For All (EFA).
Ab mindestens 2006 war sie Vorsitzende der Menschenrechtsgruppe Pro Poor Advocacy Group (Pro-PAG), die sich für die Umsetzung der Millenniums-Entwicklungsziele einsetzte. Die gambische Regierung erkannte sie als Vorsitzende und ein weiteres Vorstandsmitglied 2011 nicht an und setzte die Organisation unter Druck, die beiden Posten neu zu besetzen. In der Folge trat der komplette Vorstand im Juni 2011 zurück.
Um 2008 bis 2010 war sie Co-Vorsitzende des Hilfsprojekts Deine Stimme gegen Armut (Global Call to Action Against Poverty (GCAP)) in Gambia.
Sosseh Gaye und ihre Tochter Ndey Tapha Sosseh waren als Gegnerinnen der Regierung bekannt. Nach eigenen Angaben sei zweimal im Auftrag der Regierung in ihre Wohnung eingebrochen worden, ohne dass etwas gestohlen worden sei. Um 2013 bis 2016 lebte sie mit ihrer Tochter im Exil in Mali, wohin beide vor dem gambischen Präsidenten Yahya Jammeh geflohen waren.
Nachdem Jammeh seine zunächst eingestandene Wahlniederlage bei der Präsidentschaftswahl in Gambia 2016 widerrufen hatte und die Wahl als ungültig bezeichnet hatte, richtete sie einen offenen Brief an Jammeh. Nach der Regierungsübernahme von Adama Barrow kehrte sie nach Gambia zurück.
Seit Anfang 2018 ist sie Direktorin der Bildungsinstitution Gambia Africa Institute for Leadership (GAIL).
Im Sommer 2018 wurde sie zur stellvertretenden Vorsitzenden der Truth, Reconciliation and Reparations Commission ernannt, deren Ziel die Aufarbeitung der Regierungszeit des ehemaligen Präsidenten Yahya Jammeh ist. Die Ernennung stieß auch auf Kritik, weil sie Sana B. Sabally nach dessen mehrjähriger Haft bei sich aufgenommen habe. Sabally werden Morde im Auftrag von Jammeh vorgeworfen. Daher könne ein Interessenskonflikt bestehen.